# Savona Foot-Ball Club 1962-1963
Questa voce raccoglie le informazioni riguardanti il Savona Foot-Ball Club nelle competizioni ufficiali della stagione 1962-1963.

## Rosa
| N. |                   | Ruolo | Calciatore           |
| -- | ----------------- | ----- | -------------------- |
|    | Italia (bandiera) | D     | Franco Ballardini    |
|    | Italia (bandiera) | A     | Antonio Berto        |
|    | Italia (bandiera) | C     | Franco Beverina      |
|    | Italia (bandiera) | A     | Albino Cella         |
|    | Italia (bandiera) | D     | Giovanni Cisleri     |
|    | Italia (bandiera) | D     | Giorgio Costantini   |
|    | Italia (bandiera) | C     | Piero Cucchi         |
|    | Italia (bandiera) | A     | Nazzareno Dal Balcon |
|    | Italia (bandiera) | A     | Emiliano Giordano    |

| N. |                   | Ruolo | Calciatore         |
| -- | ----------------- | ----- | ------------------ |
|    | Italia (bandiera) | C     | Giulio Mariani     |
|    | Italia (bandiera) | C     | Ilvo Nadali        |
|    | Italia (bandiera) | C     | Pietro Natta       |
|    | Italia (bandiera) | A     | Giacomo Persenda   |
|    | Italia (bandiera) | D     | Valentino Persenda |
|    | Italia (bandiera) | A     | Antonio Scarpa     |
|    | Italia (bandiera) | P     | Silvano Semenzin   |
|    | Italia (bandiera) | P     | Giancarlo Tonoli   |